# CURE 인슈어런스 아레나
CURE 인슈어런스 아레나(CURE Insurance Arena)는 미국 뉴저지주 트렌턴에 위치한 실내 경기장이다. 과거 ECHL 트렌턴 타이탄스와 트렌턴 데블스의 홈경기장으로 사용했다.